# Compressaria pugnatrix
Compressaria pugnatrix är en stekelart som först beskrevs av Marshall 1895.  Compressaria pugnatrix ingår i släktet Compressaria och familjen bracksteklar. Inga underarter finns listade i Catalogue of Life.